# Bad Grund
Bad Grund (Harz) est une ville de Basse-Saxe en Allemagne.

## Personnalités liées à la ville
- August Orth (1828-1901), architecte né à Windhausen.